# Охота за «Красным Октябрём» (фильм)
«Охота за „Красным Октябрём“» (англ. The Hunt for Red October) — американский кинофильм режиссёра Джона Мактирнана, вышедший на экраны в 1990 году. Экранизация одноимённого романа Тома Клэнси. Лента получила премию «Оскар» за лучший звуковой монтаж.

## Сюжет
1984 год. Марко Рэмиус — командир новейшей советской стратегической подводной лодки под названием «Красный Октябрь», оборудованной экспериментальной малошумной двигательной системой под названием «Гусеница». Рэмиус выводит подлодку в море на учения с другими кораблями Северного флота. Но у командира другие планы — повести подлодку к берегам США и перебежать к американцам.
По инструкции Рэмиус должен распечатать конверт с приказами командования в присутствии замполита Ивана Путина. Рэмиус убивает замполита, изобразив происшедшее как несчастный случай, подменяет приказы командования и зачитывает их экипажу (только несколько офицеров знают о его истинных планах). Врач Петров настаивает на немедленном возвращении на базу, так как без замполита нельзя следовать дальше, но Рэмиус настаивает на своём, не раскрывая врачу своих планов. Рэмиус сообщает офицерам-заговорщикам, что доложил обо всём в письме командованию и назад пути нет.
Американская подлодка «Даллас» класса «Лос-Анджелес» пускается по следам «Красного Октября», принимая его за очередную «Акулу». Советские моряки активируют «Гусеницу» и подлодка исчезает с сонара американцев.
Дядя жены Рэмиуса, высокопоставленный офицер советского командования, читает письмо, отправленное Рэмиусом перед отплытием, где он объявляет о своих намерениях. ВМФ СССР получает приказ обнаружить и уничтожить «Красный Октябрь». В операции задействовано огромное количество советских подлодок. Вашингтон в ответ стягивает в северную Атлантику флот, так как намерения советских сил неизвестны.
Аналитик ЦРУ Джек Райан, ранее изучавший материалы по этой подлодке, приходит к озарению и высказывает начальству свои догадки: Рэмиус пытается перебежать к американцам вместе со своей подлодкой. Советник президента по безопасности Джеффри Пелт предлагает Райану попытаться установить контакт с «Красным Октябрём», прежде чем флоту придётся уничтожить подлодку из-за возможной угрозы. Советский посол просит помощи у Пелта в уничтожении «Красного Октября», которым управляет «свихнувшийся» Рэмиус, желающий начать войну с США.
Избежав атак авиации ВМФ СССР, «Красный Октябрь» входит в опасный участок под названием «Близнецы Тора». На борту подлодки происходит саботаж, некоторое время подлодка идёт с выключенной «Гусеницей», и гидроакустик «Далласа» Джонс опять обнаруживает подлодку. Райан с вертолёта пересаживается на «Даллас». Он убеждает капитана «Далласа» Барта Манкузо вступить в контакт с «Красным Октябрём», чтобы Рэмиус смог завершить свой план.
Рэмиус устраивает ложную тревогу о перегрузке реактора и отдаёт приказ о всплытии на поверхность. Подошедший американский фрегат «Рубен Джеймс» сообщает, что по советской подлодке будут стрелять при попытке погружения. Экипаж пересаживается на спасательные плоты, Рэмиус заявляет доктору Петрову, что утопит подлодку, чтобы она не попала в руки врага. Петров заявляет, что Рэмиуса посмертно наградят орденом Ленина. Поднявшийся со фрегата вертолёт «Seahawk» запускает торпеду в «Красный Октябрь», но подоспевший адмирал Грир нажимает на кнопку уничтожения торпеды и требует чтобы все на борту фрегата забыли о его присутствии на борту и доложили о поражении цели.
Райан, капитан Манкузо, оператор сонара Джонс и несколько членов экипажа «Далласа» подплывают на подводном аппарате к советской подлодке и предлагают помощь изменникам. Поняв, что им можно доверять, Рэмиус формально просит убежища и получает согласие Манкузо.
Советская подлодка «В. К. Коновалов» (класса «Лира») замечает «Красный Октябрь» и пускает в него торпеду. Рэмиус приказывает Райану идти навстречу торпеде. Райан выполняет приказ несмотря на возражения Манкузо. Боеголовка торпеды не успевает активироваться и торпеда разбивается при ударе о борт «Красного Октября». «В. К. Коновалов» запускает вторую торпеду, на этот раз отключая все механизмы безопасности.
Агент КГБ, находящийся на подлодке под личиной корабельного кока, убивает старшего офицера Василия Бородина. Райан и Рэмиус преследуют агента, а Манкузо принимает командование. Рэмиус получает ранение но Райан расстреливает агента, когда тот готовится подорвать заряд в ракетном отсеке. «Красному Октябрю» и «Далласу» удаётся избежать советской торпеды, она возвращается и попадает в «В. К. Коновалов». «Красный Октябрь» добирается до побережья США и заходит в реку, все считают подлодку уничтоженной; Райан летит домой с подарком дочери и впервые засыпает в самолёте. Советский посол просит Пелта помочь с розысками пропавшего «Коновалова».

## В ролях
| Актёр             | Роль                                                                   |
| ----------------- | ---------------------------------------------------------------------- |
| Шон Коннери       | капитан 1-го ранга, командир ПЛ Марко Рэмиус («Красный Октябрь»)       |
| Алек Болдуин      | аналитик ЦРУ Джек Райан                                                |
| Джосс Экленд      | посол СССР Андрей Лысенко                                              |
| Тим Карри         | врач Евгений Петров («Красный Октябрь»)                                |
| Питер Фёрт        | замполит Иван Юрьевич Путин («Красный Октябрь»)                        |
| Скотт Гленн       | коммандер, командир ПЛ Барт Манкузо («Даллас»)                         |
| Джеймс Эрл Джонс  | вице-адмирал Джеймс Грир                                               |
| Джеффри Джонс     | Скип Тайлер                                                            |
| Ричард Джордан    | советник по национальной безопасности Джеффри Пелт                     |
| Сэм Нилл          | капитан 2-го ранга, старший офицер Василий Бородин («Красный Октябрь») |
| Стеллан Скарсгард | капитан 2-го ранга, командир ПЛ Виктор Туполев («В. К. Коновалов»)     |
| Фред Томпсон      | адмирал Джошуа Пэйнтер (авианосец «Энтерпрайз»)                        |
| Кортни Вэнс       | сонарный техник Роналд «Джонзи» Джонс («Даллас»)                       |
| Томас Арана       | кок Игорь Логинов («Красный Октябрь»)                                  |
| Тимоти Кархарт    | лейтенант Билл Стайнер                                                 |
| Дэниел Дэвис      | капитан Дэвенпорт                                                      |
| Анатолий Давыдов  | офицер («Красный Октябрь»)                                             |
| Рик Дукомман      | навигатор C-2A                                                         |
| Энтони Пек        | лейтенант-коммандер «Томми» Томпсон («Даллас»)                         |
| Герман Синицын    | боцман («Красный Октябрь»)                                             |
| Эрнест Боргнайн   | комендант Юрий Зубовский («Красный Октябрь»)                           |
| Эндрю Дивофф      | Андрей Амальрик                                                        |
| Гейтс Макфадден   | Кэролайн Райан                                                         |
| Кшиштоф Янчар     | старший помощник Андрей Боновия («В. К. Коновалов»)                    |
| Свен-Оле Торсен   | офицер («Красный Октябрь»)                                             |
| Mихаил Бенко      | Иван («Красный Октябрь»)                                               |
| Иван Гвера        | офицер («Красный Октябрь»)                                             |
| Aртур Цыбульский  | офицер («Красный Октябрь»)                                             |
| Mайкл Велден      | Камаров («Красный Октябрь»)                                            |
| Борис Ли Крутоног | Славин («Красный Октябрь»)                                             |
| Раду Гавор        | матрос («Красный Октябрь»)                                             |
| Иван Иванов       | матрос («Красный Октябрь»)                                             |

## Награды и номинации
- 1991 — премия «Оскар» за лучший звуковой монтаж (Сесилия Холл, Джордж Уоттерс II), а также две номинации в категориях «лучший монтаж» (Деннис Вирклер, Джон Райт) и «лучший звук» (Ричард Брайс Гудман, Ричард Овертон, Кевин Клири, Дон Бассман)[4].
- 1991 — три номинации на премию BAFTA: лучший актёр (Шон Коннери), лучшая работа художника (Теренс Марш), лучший звук (Сесилия Холл, Джордж Уоттерс, Ричард Брайс Гудман, Дон Бассман).

## Съёмки
- Возвращаясь на базу после съёмок, подводная лодка SSN-713 «Houston» 14 мая 1989 года зацепила в надводном положении трос, на котором маленький буксир тянул за собой баржу. Трос оказался крепким, и при погружении лодка утащила под воду и баржу, и буксир. В результате один из членов команды буксира погиб. По решению суда родственники погибшего получили от ВМС 1,4 млн долларов.
- «Мурманск» с окрестностями сняли в городе Порт-Анджелес в северном штате Вашингтон.

- Актёры, сыгравшие Джека и Кэролайн Райанов, Алек Болдуин и Гейтс МакФадден, не смогли принять участие в съёмках продолжения. Согласно официальной версии на момент съёмок Болдуин взял на себя обязательство выступать в Трамвае «Желание» на Бродвее[5]. В 2011 году Болдуин заявил, что не появился в фильме из-за «sleazy Hollywood tools», имея в виду, что студия предпочла его более знаменитому актёру[6].